# カムバック賞 (日本プロ野球)
カムバック賞（カムバックしょう）は、日本プロ野球の連盟特別表彰の一つ。

## 概要
セントラル・リーグ、パシフィック・リーグの各リーグで表彰される。
アメリカ合衆国でスポーティング・ニュース社が1965年より選出しているスポーティング・ニュース・カムバック賞に倣い、1974年（昭和49年）に制定された。なお、メジャーリーグベースボールの表彰タイトルとしてのカムバック賞は、日本より遅い2005年（平成17年）からの制定である。
怪我や病気、長期の不調などから復活した選手に授与されるが、セ・リーグとパ・リーグで授賞基準に大きな違いがあり、パ・リーグでは脳腫瘍から復活を遂げた盛田幸妃（大阪近鉄バファローズ）が2001年（平成13年）に授賞して以来、現れていない。
セ・リーグはパ・リーグほど厳しくはないものの、2005年（平成17年）以降は授賞者数を大きく減らしている。

## 歴代受賞者
| 年度 | セントラル・リーグ | セントラル・リーグ     | セントラル・リーグ | パシフィック・リーグ | パシフィック・リーグ | パシフィック・リーグ |
| 年度 | 受賞選手           | 所属球団               | 成績               | 受賞選手             | 所属球団             | 成績                 |
| ---- | ------------------ | ---------------------- | ------------------ | -------------------- | -------------------- | -------------------- |
| 1974 | 石岡康三           | ヤクルトスワローズ     | 6勝5敗8S 防2.06    | （該当者なし）       | （該当者なし）       | （該当者なし）       |
| 1975 | 安仁屋宗八         | 阪神タイガース         | 12勝5敗7S 防1.91   | （該当者なし）       | （該当者なし）       | （該当者なし）       |
| 1976 | 船田和英           | ヤクルトスワローズ     | .302 2本 23点 8盗  | （該当者なし）       | （該当者なし）       | （該当者なし）       |
| 1977 | 浅野啓司           | 読売ジャイアンツ       | 9勝4敗1S 防2.51    | （該当者なし）       | （該当者なし）       | （該当者なし）       |
| 1978 | 野村収             | 横浜大洋ホエールズ     | 17勝11敗4S 防3.14  | （該当者なし）       | （該当者なし）       | （該当者なし）       |
| 1979 | 三村敏之           | 広島東洋カープ         | .288 12本 60点 1盗 | （該当者なし）       | （該当者なし）       | （該当者なし）       |
| 1980 | 谷沢健一           | 中日ドラゴンズ         | .369 27本 80点 2盗 | 門田博光             | 南海ホークス         | .292 41本 84点 0盗   |
| 1981 | 藤田平             | 阪神タイガース         | .358 11本 70点 2盗 | （該当者なし）       | （該当者なし）       | （該当者なし）       |
| 1982 | （該当者なし）     | （該当者なし）         | （該当者なし）     | （該当者なし）       | （該当者なし）       | （該当者なし）       |
| 1983 | （該当者なし）     | （該当者なし）         | （該当者なし）     | （該当者なし）       | （該当者なし）       | （該当者なし）       |
| 1984 | 鈴木孝政           | 中日ドラゴンズ         | 16勝8敗0S 防4.07   | （該当者なし）       | （該当者なし）       | （該当者なし）       |
| 1985 | （該当者なし）     | （該当者なし）         | （該当者なし）     | 村田兆治             | ロッテオリオンズ     | 17勝5敗0S 防4.30     |
| 1986 | 津田恒実           | 広島東洋カープ         | 4勝6敗22S 防2.08   | （該当者なし）       | （該当者なし）       | （該当者なし）       |
| 1987 | 杉浦享             | ヤクルトスワローズ     | .304 24本 73点 3盗 | （該当者なし）       | （該当者なし）       | （該当者なし）       |
| 1987 | 新浦壽夫           | 横浜大洋ホエールズ     | 11勝12敗0S 防4.26  | （該当者なし）       | （該当者なし）       | （該当者なし）       |
| 1988 | 有田修三           | 読売ジャイアンツ       | .292 12本 40点 0盗 | （該当者なし）       | （該当者なし）       | （該当者なし）       |
| 1989 | 西本聖             | 中日ドラゴンズ         | 20勝6敗0S 防2.44   | （該当者なし）       | （該当者なし）       | （該当者なし）       |
| 1989 | 中尾孝義           | 読売ジャイアンツ       | .228 5本 27点 6盗  | （該当者なし）       | （該当者なし）       | （該当者なし）       |
| 1990 | 吉村禎章           | 読売ジャイアンツ       | .327 14本 45点 0盗 | （該当者なし）       | （該当者なし）       | （該当者なし）       |
| 1990 | 遠藤一彦           | 横浜大洋ホエールズ     | 6勝6敗21S 防2.17   | （該当者なし）       | （該当者なし）       | （該当者なし）       |
| 1991 | （該当者なし）     | （該当者なし）         | （該当者なし）     | 小野和義             | 近鉄バファローズ     | 12勝4敗0S 防2.86     |
| 1991 | （該当者なし）     | （該当者なし）         | （該当者なし）     | 白井一幸             | 日本ハムファイターズ | .311 4本 32点 15盗   |
| 1992 | 伊東昭光           | ヤクルトスワローズ     | 7勝5敗1S 防2.77    | （該当者なし）       | （該当者なし）       | （該当者なし）       |
| 1993 | 川崎憲次郎         | ヤクルトスワローズ     | 10勝9敗0S 防3.48   | （該当者なし）       | （該当者なし）       | （該当者なし）       |
| 1994 | 彦野利勝           | 中日ドラゴンズ         | .284 6本 49点 1盗  | （該当者なし）       | （該当者なし）       | （該当者なし）       |
| 1995 | （該当者なし）     | （該当者なし）         | （該当者なし）     | （該当者なし）       | （該当者なし）       | （該当者なし）       |
| 1996 | 加藤伸一           | 広島東洋カープ         | 9勝7敗0S 防3.78    | （該当者なし）       | （該当者なし）       | （該当者なし）       |
| 1997 | 伊藤智仁           | ヤクルトスワローズ     | 7勝2敗19S 防1.51   | （該当者なし）       | （該当者なし）       | （該当者なし）       |
| 1998 | 斎藤隆             | 横浜ベイスターズ       | 13勝5敗1S 防2.94   | 西村龍次             | 福岡ダイエーホークス | 10勝10敗0S 防3.36    |
| 1999 | 遠山奬志           | 阪神タイガース         | 2勝1敗1S 防2.09    | （該当者なし）       | （該当者なし）       | （該当者なし）       |
| 2000 | 種田仁             | 中日ドラゴンズ         | .314 7本31点 4盗   | （該当者なし）       | （該当者なし）       | （該当者なし）       |
| 2001 | 成本年秀           | 阪神タイガース         | 3勝1敗20S 防2.34   | 盛田幸妃             | 大阪近鉄バファローズ | 2勝0敗0S 防7.06      |
| 2002 | 前田智徳           | 広島東洋カープ         | .308 20本 59点 0盗 | （該当者なし）       | （該当者なし）       | （該当者なし）       |
| 2003 | 平井正史           | 中日ドラゴンズ         | 12勝6敗0S 防3.06   | （該当者なし）       | （該当者なし）       | （該当者なし）       |
| 2003 | 鈴木健             | ヤクルトスワローズ     | .317 20本 95点 2盗 | （該当者なし）       | （該当者なし）       | （該当者なし）       |
| 2004 | 小久保裕紀         | 読売ジャイアンツ       | .314 41本 96点 0盗 | （該当者なし）       | （該当者なし）       | （該当者なし）       |
| 2005 | （該当者なし）     | （該当者なし）         | （該当者なし）     | （該当者なし）       | （該当者なし）       | （該当者なし）       |
| 2006 | （該当者なし）     | （該当者なし）         | （該当者なし）     | （該当者なし）       | （該当者なし）       | （該当者なし）       |
| 2007 | （該当者なし）     | （該当者なし）         | （該当者なし）     | （該当者なし）       | （該当者なし）       | （該当者なし）       |
| 2008 | 平野恵一           | 阪神タイガース         | .263 1本 21点 7盗  | （該当者なし）       | （該当者なし）       | （該当者なし）       |
| 2009 | （該当者なし）     | （該当者なし）         | （該当者なし）     | （該当者なし）       | （該当者なし）       | （該当者なし）       |
| 2010 | （該当者なし）     | （該当者なし）         | （該当者なし）     | （該当者なし）       | （該当者なし）       | （該当者なし）       |
| 2011 | （該当者なし）     | （該当者なし）         | （該当者なし）     | （該当者なし）       | （該当者なし）       | （該当者なし）       |
| 2012 | 大竹寛             | 広島東洋カープ         | 11勝5敗0S0H 防2.36 | （該当者なし）       | （該当者なし）       | （該当者なし）       |
| 2013 | （該当者なし）     | （該当者なし）         | （該当者なし）     | （該当者なし）       | （該当者なし）       | （該当者なし）       |
| 2014 | （該当者なし）     | （該当者なし）         | （該当者なし）     | （該当者なし）       | （該当者なし）       | （該当者なし）       |
| 2015 | 館山昌平           | 東京ヤクルトスワローズ | 6勝3敗0S0H 防2.89  | （該当者なし）       | （該当者なし）       | （該当者なし）       |
| 2016 | （該当者なし）     | （該当者なし）         | （該当者なし）     | （該当者なし）       | （該当者なし）       | （該当者なし）       |
| 2017 | 岩瀬仁紀           | 中日ドラゴンズ         | 3勝6敗2S26H 防4.79 | （該当者なし）       | （該当者なし）       | （該当者なし）       |
| 2018 | 松坂大輔           | 中日ドラゴンズ         | 6勝4敗0S0H 防3.74  | （該当者なし）       | （該当者なし）       | （該当者なし）       |
| 2019 | （該当者なし）     | （該当者なし）         | （該当者なし）     | （該当者なし）       | （該当者なし）       | （該当者なし）       |
| 2020 | （該当者なし）     | （該当者なし）         | （該当者なし）     | （該当者なし）       | （該当者なし）       | （該当者なし）       |
| 2021 | （該当者なし）     | （該当者なし）         | （該当者なし）     | （該当者なし）       | （該当者なし）       | （該当者なし）       |
| 2022 | （該当者なし）     | （該当者なし）         | （該当者なし）     | （該当者なし）       | （該当者なし）       | （該当者なし）       |
| 2023 | （該当者なし）     | （該当者なし）         | （該当者なし）     | （該当者なし）       | （該当者なし）       | （該当者なし）       |
| 2024 | （該当者なし）     | （該当者なし）         | （該当者なし）     | （該当者なし）       | （該当者なし）       | （該当者なし）       |